# 159 v.Chr.
159 v.Chr. is een jaartal volgens de christelijke jaartelling.

## Gebeurtenissen

### Palestina
- Demetrius I Soter onderwerpt de opstandige Joden in Judea en installeert Alkimus in zijn ambt als hogepriester in Jeruzalem. In een citadel naast de Joodse Tempel, wordt een Syrisch garnizoen gevestigd om hem te beschermen tegen de opstandelingen onder leiding van Jonathan Makkabeüs.

### Klein-Azië
- Attalus II van Pergamon (159 - 138 v.Chr.) volgt zijn broer Eumenes II op als koning van Pergamon (uit het huis der Attaliden). Hij zet de politiek voort tegen de Seleuciden en sluit een vriendschapsverdrag met Rome.

## Geboren
- Gaius Caecilius Metellus Caprarius (~159 v.Chr. - ~98 v.Chr.), Romeins consul en veldheer

## Overleden
- Eumenes II (~221 v.Chr. - ~159 v.Chr.), koning van Pergamon (62)
- Terentius (~195 v.Chr. - ~159 v.Chr.), Latijnse blijspeldichter (36)